# Bair Badionov
Bair Badionov (în rusă Баир Бадёнов; n. 28 iunie 1976, Mogoytuysky District⁠(d), RSFS Rusă, URSS) este un arcaș ce a reprezentat Rusia, medaliat olimpic. A participat la 3 ediții ale Jocurilor Olimpice (1996, 2000, 2008) în care a câștigat o medalie de bronz.